# 牛属
牛屬（学名：Bos）是一類牛科動物，包括多種野生與馴養動物。可分為四個亞屬，包括Bos、Bibos、Novibos以及Poephagus。不過各亞屬之間的區分仍有爭議。

## 分布
牛属中家牛是世界上数目最多的哺乳动物之一，大约有13亿。该属的成员目前在非洲、亚洲、欧洲、北美、南美部分地区和大洋洲均有分布。它们的栖息地在很大程度上随物种不同而异。可以在大草原、稀树草原、湿地、热带雨林和温带森林等生存。

## 生态和行为
牛屬物種在野外一般有18-25年的寿命，圈养时最高可达36年。有一个9-11个月的妊娠期，根据品种生育一头小牛，很少有两个。
大多数种类的牛群成员数从10到几百不等。牛群中一般只有一头公牛。主导权在牛群很重要，而小牛通常会继承母亲在牛群中的地位。
一般在昼夜活动，在一天中较热时间段内休息，上午和下午较活跃。在已被人类侵占的地区也可能会变成昼伏夜出。有些种类也迁徙，以寻找食物和水的供应。

## 分类
牛屬包含5個現存物種，其中有些受馴養的種群，过去曾因其品種之間的變異程度而一度被歸類為不同的物種，现多归类为亚种。
- †尖額牛 B. acutifrons
- 印度野牛 B. gaurus
  - 大额牛 B. g. frontalis
- 牦牛 B. grunniens
- 爪哇野牛 B. javanicus
- †平額牛 B. planifrons
- 林牛（柬埔寨野牛）B. sauveli
- 黄牛 B. taurus
  - †原牛 B. t. primigenius
  - 歐洲牛 B. t. taurus
  - 瘤牛 B. t. indicus

## 外部連結
- The Bos-Network （页面存档备份，存于）
- Vasey, George 1862. A monograph of the genus Bos. Scan of a historic work